# 리튬-헬륨 화합물
리튬-헬륨 화합물(화학식 LiHe 또는 HeLi)은 리튬과 헬륨이 결합한 화합물이다. 이 물질은 헬륨 원자와 리튬 원자가 극저온에서 반데르발스 힘으로 결합한 저밀도의 판데르발스 분자 기체이다. 리튬-헬륨 화합물을 통해 헬륨 이합체와 같은 기타 헬륨 화합물을 만들 수 있으며 이를 넘어서 에피모프 상태나 카시미르 지연 효과를 연구할 수 있는 다원자 결합체로도 사용할 수 있다.
리튬-헬륨 화합물은 2013년 처음 발견하였다. 이전까진 7Li4He은 0.0039 cm−1 (7.7×10−8eV, 1.2×10−26J 또는 6 mK)의 결합 에너지를 가지고 있으며 원자 결합 길이는 28 Å일 것으로 추측하였다. 이는 이전에 미리 알려져 있던 판데르발스 분자 헬륨 화합물인  Ag3He과 He2를 통해 유도한 값이다. 리튬-헬륨 화합물은 형광 검출을 통해 찾아냈다. 여기서 X2Σ 상태의 리튬이 A2Π로 들떠 있었다. 스펙트럼선은 한 쌍의 선이 있었으며 각각의 선은 7Li의 초미세 구조 2가지로 나눌 수 있었다. 리튬-수소 화합물은  14902.563, 14902.591, 14902.740, 14902.768 cm−1의 파수를 가지고 있다. 두 쌍의 스펙트럼선은 0.177 cm−1의 간격을 두고 있다. 이는 리튬-헬륨 화합물이 두가지 서로 다른 진동 상태인 1/2과 3/2로 나눠져 있다는 것을 의미한다. 원자 사이의 결합력은 매우 작아 약간의 회전이나 진동에서 결합이 끊어진다. 가장 낮은 회전 상태의 에너지는 40, 80mK이며 이는 원자간 결합 에너지 6mK보다 한참 크다.
리튬-헬륨 화합물은 1K에서 5K 정도의 극저온 상태의 헬륨 완충기체 사이에서 리튬 금속판을 레이저절제 하여 합성하였다. 레이저 절제를 하는 과정에서 리튬에 헬륨 원자가 충돌하며 리튬-헬륨 화합물이 만들어진다. 리튬-헬륨 화합물 분자의 비율은 헬륨 기체의 밀도에 비례하고 온도에 반비례하다.
리튬-헬륨 화합물은 극성을 띄고 있으며 상자성체이다.